# Shōgitai

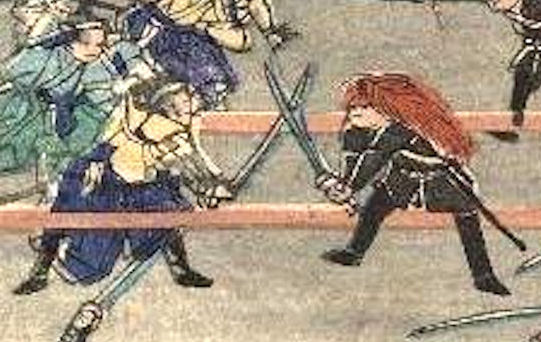
Confronto entre um Shōgitai (esquerda) e um Shaguma (direita) na Batalha de Ueno.

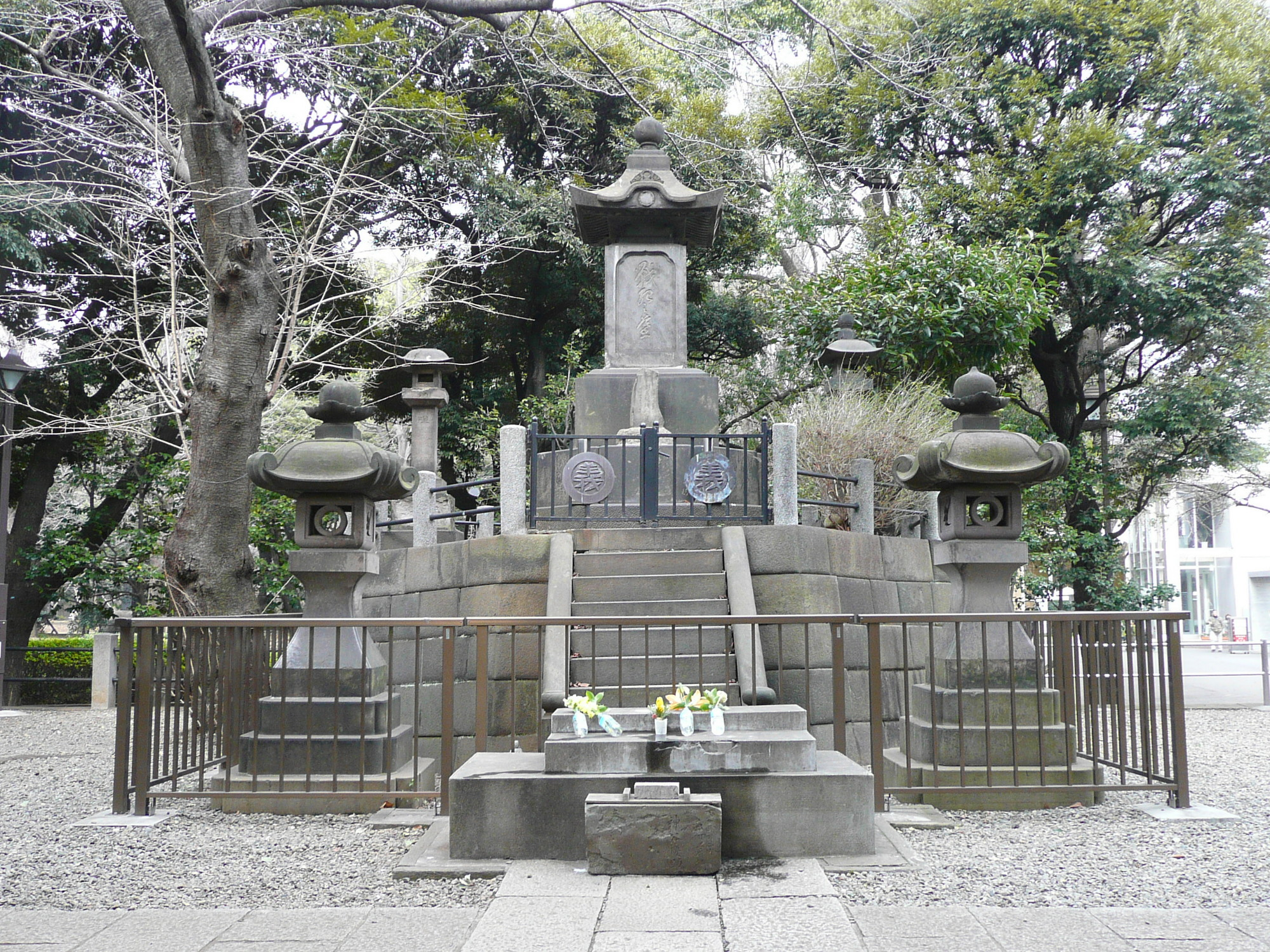
Monumento fúnebre ao Shōgitai no Parque Ueno.

Os Shōgitai (彰義隊, lit. Unir para fazer justiça) foi um corpo de elite do xogunato durante o período Bakumatsu da história do Japão. Os Shōgitai conduziram uma grande parte das batalhas da guerra Boshin, especialmente na Batalha de Toba-Fushimi e na Batalha de Ueno, onde foram exterminados quase por completo.